# Dobrna község
Dobrna község (szlovén nyelven Občina Dobrna) Szlovénia 212 alapfokú közigazgatási egységének, azaz községének egyike a Savinjska statisztikai régióban. Adminisztratív központja Dobrna város. A Celjétől északra és Velenjétől keletre fekvő község a történelmi szlovén Stájerország (Štajersko) régió része. 

## A községhez tartozó települések
A községhez Dobrna székhelyen kívül a következő települések tartoznak:
- Brdce nad Dobrno
- Klanc
- Loka pri Dobrni
- Lokovina
- Parož
- Pristova
- Strmec nad Dobrno
- Vinska Gorica
- Vrba
- Zavrh nad Dobrno

## Népesség
| Lakosok száma | 2160 | 2164 | 2187 | 2187 | 2194 | 2188 | 2230 | 2219 | 2240 | 2241 |
|               | 2008 | 2009 | 2011 | 2012 | 2013 | 2015 | 2016 | 2017 | 2019 | 2020 |